# Sioni-Tsopi-Gintsjicultuur
De Sioni-Tsopi-Gintsjicultuur is een complex van archeologische culturen uit de vroege en midden-kopertijd van de Zuidelijke Kaukasus. Ze dateert uit het begin van het 5e millennium v.Chr. Ze verspreidde zich vooral in het midden en oosten van de Zuidelijke Kaukasus. De cultuur is geconcentreerd in de Koera- en Aras-bekkens in het oosten van Georgië en Azerbeidzjan, en het zuiden van Dagestan.
De cultuur is vernoemd naar de nederzettingen Sioni en Tsopi in de gemeente Marneoeli in Georgië, en de begraafplaats van Gintsji in het district Sjamilski van Dagestan. De archeologen Tamaz Kigoeradze en G. Tsjikovani ontdekten en beschreven de cultuur.

## Kenmerken
Archeologen wijzen op de culturele verbindingen van de sites van de Sioni-Tsopi-Gintsji-kring met de neolithische en kopertijdculturen van West-Georgië. De ontwikkeling van de Sionicultuur is ook nauw verbonden met het lokale mesolithicum.
Volgens Raoef Moentsjajev zou de Leyla-Tepecultuur gelijktijdig geweest zijn met het late stadium van de autochtoon-Kaukasische Sionicultuur. Tot 25% van het aardewerk gevonden in de nederzettingen van Lejla-Tepe in de steppezone van Transkaukasië is afkomstig uit de Sionicultuur. 
De nederzettingen van de Sionicultuur, evenals de sites van de Koera-Araxescultuur, bevinden zich zowel op de vlakte als in de uitlopers en bergachtige zones. Veel sites hebben slechts één bewoningslaag. Op het grondgebied van Georgië zijn dit soort nederzettingen terug te voeren tot het vroege neolithicum. In sommige gevallen wordt de laag van de Sionicultuur bedekt door de lagen van de Sjoelaveri-Sjomoecultuur, of door de lagen van de Koera-Araxescultuur. De chronologie van de Sionicultuur is dus waarschijnlijk vanaf de 2e helft van het 5e millennium tot de 1e helft van het 4e millennium v.Chr. (ca. 4500-3500 v.Chr.). 

## Sioni
De nederzetting Sioni dateert uit het begin van het 5e millennium v.Chr. 
In de nederzetting werd aardewerk gevonden dat dicht bij Şomutəpə ligt. Het is grijsbruin, gemaakt van een grove kleimassa gemagerd met gemalen basalt, en niet gepolijst. Tegelijkertijd is er ook vroeg zwart gepolijst aardewerk uit de Koera-Araxescultuur.
De Sioni-nederzetting wordt gekenmerkt door ronde architectuur. Het begin van het gebruik van steen in de architectuur is hier ook vastgelegd. 
De invloed van Sioni-aardewerk is wijdverbreid in de Kaukasus, zoals op de sites van Darkveti (Georgië), Odisji (Abchazië), en Zamok (bij Kislovodsk). Het is echter niet in aangetoond in Mesjoko, een nederzetting uit dezelfde tijd in de Noordwestelijke Kaukasus.

## Tsopi
De late kopertijd-site Tsopi bevindt zich ook in de gemeente Marneoeli, 5 km ten zuiden van Sioni. Hier werd het eerste aardewerk van de Urukcultuur in de zuidelijke Kaukasus ontdekt. 
De site werd in 1957 gevonden door archeoloog Goeram Grigolia. Ze ligt aan de zuidelijke rand van het dorp Tsopi. In 1965 begonnen de opgravingen.
De nederzetting is enkellaags. Soortgelijke sites werden later gevonden in de dalen van de rivieren Aragvi en Koera, in Kacheti, in de Iori-Alazani-vallei, evenals in nederzettingen van de Noordelijke Kaukasus.
Vroege sites van de Tsopcultuur dateren uit het begin van het 5e millennium v.Chr. De Tsopcultuur ontstond op basis van de laat-neolithische Sionicultuur.
Uruk-aardewerk wordt in Tsopi vertegenwoordigd door fragmenten van grote pithoi. Soortgelijke aardewerk werd in de jaren 80 ook ontdekt in Oost-Georgië in de gemeente Kareli en het Berikldejebi-traktaat. 
Ook werd vergelijkbaar aardewerk gevonden in Oost-Anatolië, in Arslantepe VI A, Norşuntepe en Tepecik-Çiftlik. 

## Gintsji
De begraafplaats van Gintsji ligt nabij het dorp Tidib in het District Sjamilski in de bergen van Dagestan, in de Gidatli-vallei, langs de rivier de Gitsjinoor. Ze werd in 1956 onderzocht door Magomed Gadzjijev, die het in detail bestudeerde en beschreef. Op het gebied van de begraafplaats werden 15 crypten, twee kindergraven en 15 begrafenissen in kleivaten geopend. 
In Gintsji werden overeenkomsten gevonden met de Mesopotamische Obeidcultuur van het late 5e - begin 4e millennium v.Chr. Daarnaast zijn er vondsten die de Urukcultuur vertegenwoordigen, die qua territoriale reikwijdte zelfs nog uitgebreider is.